# Пурбуев, Дашидондок Цыденович
Дашидондок Цыденович Пурбуев (15 ноября 1931, Восточно-Сибирский край — 31 декабря 2014, Забайкальский край) — старший чабан колхоза имени Ленина Агинского Бурятского автономного округа, Герой Социалистического Труда (1990).

## Биография
Родился в окрестностях села Кункур Агинского аймака Бурят-Монгольской АССР Восточно-Сибирского края (ныне Агинского района Агинского Бурятского округа Забайкальского края) в крестьянской семье. Отец работал животноводом, мать — дояркой. В 1934 году отца репрессировали. Дашидондок окончил начальную школу, затем восьмилетнюю школу в селе Судунтуй.
С 1948 года работал учетчиком на овцетоварной ферме. В 1951—1954 годах проходил службу во Владивостоке и на Сахалине. С 1955 года работал ветеринарным фельдшером, а с 1965 года и до пенсии работал чабаном. В его колхозе держались отары до 700 овец, настриг шерсти от одной овцы составлял 4,4-4,7 кг. В 1971 году Дашидондоку Пурбуеву был вручен орден Ленина.
Указом Президиума Верховного Совета СССР от 2 марта 1990 года Пурбуеву Дашидондоку Цыденовичу присвоено звание Героя Социалистического Труда с вручением ордена Ленина и золотой медали «Серп и Молот».
Активно участвовал в общественной жизни. Избирался депутатом Агинского окружного Совета народных депутатов, был членом райкома, бюро райкома КПСС.
Награждён двумя орденами Ленина, орденами Октябрьской Революции, Дружбы народов, медалями.
Умер 31 декабря 2014 года на 84-м году жизни.